# Otradov (Zvěstov)
Otradov či v některých matrikách Ottradov je osada v okrese Benešov, je součástí obce Zvěstov. Jsou zde evidovány 4 adresy. Otradov leží v katastrálním území Bořkovice. Původně se jednalo o jediný svobodný dvůr, který se rozdrobil až na pět čísel.

## Historie

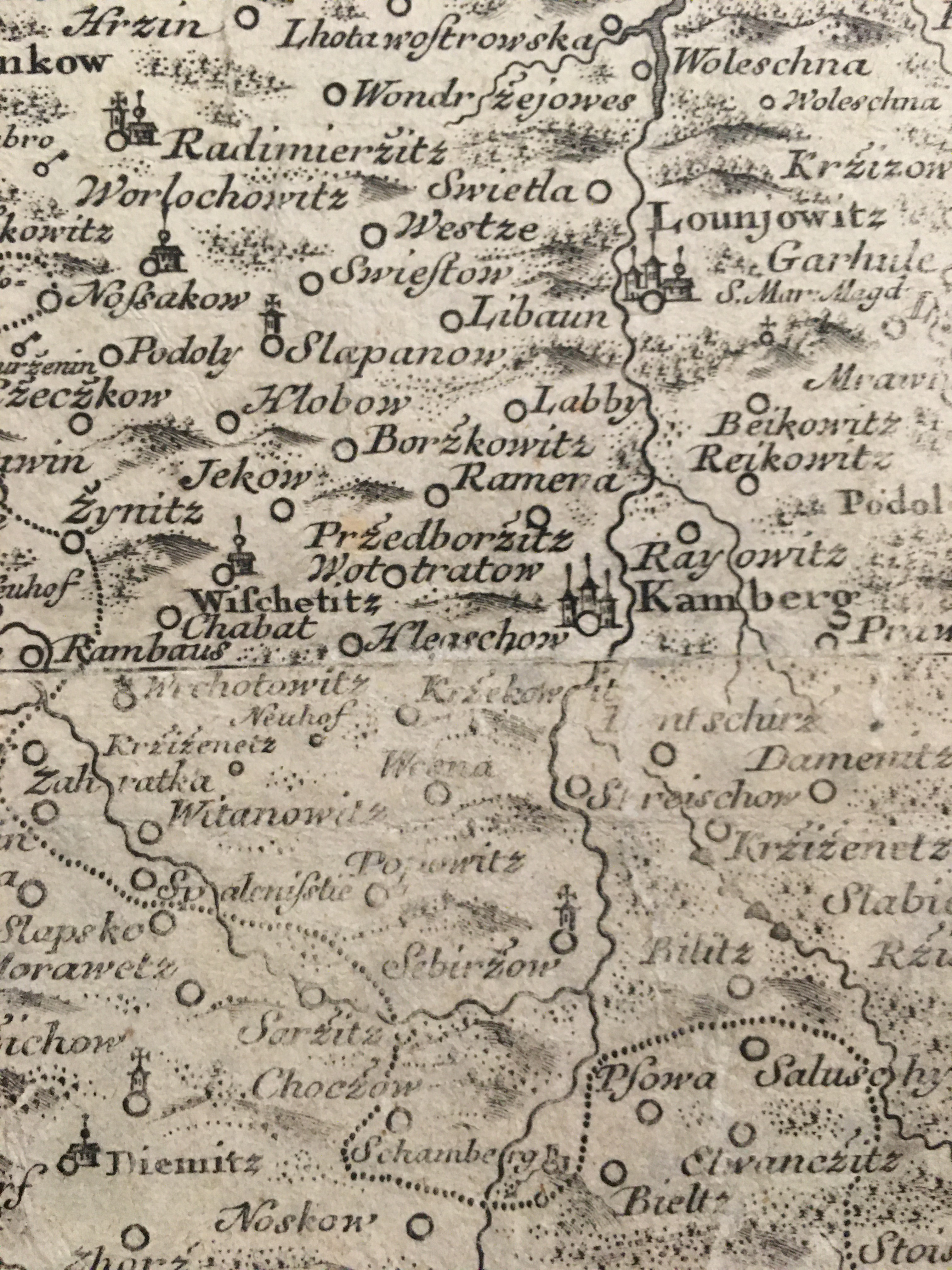
Ves Otradov (ve středu) zobrazena na mapě přibližně z roku 1720 pod názvem Ottratow.

Podle Lexikonu obcí pochází první písemná zmínka o vsi z roku 1544. Avšak Mathias de Otradowa odkazuje svůj dvůr kmecí v Otradově své manželce Jance z Blanice již v záznamu z roku 1442. O starším původu by měly svědčit i archeologické nálezy datované do 13. či 14. století. V roce 1550 byl v Otradově jediný svobodný dvůr, který byl v držení Jiříka Otradovce. V roce 1557 patřil svobodný dvůr Jiříkovi a Václavovi Votradovicovům z Votradovic. V berním soupisu z roku 1620 je zmiňován pouze jeden svobodnický dvůr, ze kterého platí daň Martin Otradovec. V roce 1654 byly v Otradově tři dvory, majitelé: Jan Otradovec, Václav Otradovec, Ondřej Chalupnický.  Podle soupisu z roku 1655 byl statek Ondřeje Chalupnického pouhá 1/4 red., zatímco statky Jana i Václava byly každý o velikosti 2 red.  V roce 1789 v Otradově bylo 5 svobodnických usedlostí: Josef Procházka (usedlost č.p. 1), Václav Otradovec (usedlost č.p. 2), Václav Otradovec (usedlost č.p. 3), Martin Vosátka (usedlost č.p. 4), Jan Červ (usedlost č.p. 5). 
Podle místních obyvatel usedlost Jana Červa později vyhořela, přeživší se odstěhovali a v zemi zůstaly pouze zbytky základů a studna. Poslední z rodu Otradovců měl bydlet v dnešní usedlosti č. 2. František Palacký se zmiňuje o pěti domech s 23 obyvateli, přičemž je na rozdíl od nedalekého Bořkova řadí do druhé svobodnické čtvrti kraje Kouřímského. Při sčítání v roce 1930 jsou uvedeny již pouze 4 domy, celkem s 18 obyvateli.

## Geografie
Osada se nachází ve svahu Vinné hory (543 m n. m.), na jejímž vrcholu se nachází borový porost. Osadě dominuje malý rybníček v jejím středu, ze kterého vychází asfaltované silnice do tří směrů: Bořkovic, Lhýšova a na okraj Předbořic směrem do Kamberka. Poslední cestou je polňačka vedoucí směrem na Vinnou horu, případně ještě dál až do Jekova či Vyšetic. Na spodním okraji osady od Lhýšova protéká potok, který se nedaleko vlévá do Bořkovického potoka a pokračuje tak směrem pod zlatorudnými doly do Blanice. Přes potok se zvedá další, ovšem nižší kopec s výškou 478 m n. m. Díky tomu je osada zřejmě skryta před zraky pozorovatelů z rozhledny na Blaníku.

## Geologie a pedologie
Z pedologického hlediska by se v samotné usedlosti měl nacházet pseudoglej modální, který ve spodní části přechází do gleje kambického, který lemuje Lhýšovský potok. Okolní pole tvoří především kambizem mesobazická, která na vrcholu Vinné hory přechází do kambizemě dystrické.  Z geologického hlediska se ve středu Otradova nachází sedimentární horniny, stejně jako v údolí potoka. Podloží okoních polí tvoří především pararula. Nad obcí vystupuje granitová žíla a křemencová žíla, která tvoří jádro Vinné hory.  Mezi Otradovem a Předbořicemi, v tzv. Borovinách, se nachází pozůstatky zlatodůlní činnosti jako jsou propadliny a haldy. 